# Arctopsis melitensis
Arctopsis melitensis är en kräftdjursart som först beskrevs av Jean Baptiste François René Koehler 1911.  Arctopsis melitensis ingår i släktet Arctopsis och familjen Arcturidae. Inga underarter finns listade i Catalogue of Life.